# 湯米·佛萊納根
湯米·佛萊納根（Thomas Lee Flanagan，1930年3月16日—2001年11月16日）是美國爵士樂鋼琴家，出生於底特律，以與艾拉·費茲潔拉的合作最為世人所熟知。他曾參與眾多傑出的音樂專輯，例如：約翰·柯川的巨人的步伐(Giant Steps)、桑尼·羅林斯的薩克斯風巨人(Saxophone Colossus)以及魏斯·蒙哥馬利(Wes Montgomery)的不可斯議的爵士吉他(The Incredible Jazz Guitar of Wes Montgomery)。